# KATSEYE
KATSEYE (pronunțat „ochi de pisică”; stilizat cu majuscule) este o trupă de fete din Los Angeles, California. Grupul este compus din șase membre: Daniela, Lara, Manon, Megan, Sophia și Yoonchae. Cu membre din Filipine, Coreea de Sud, Elveția și Statele Unite, este adesea descrisă ca o „grupă de fete globală”.
KATSEYE s-a format prin reality show-ul din 2023 Dream Academy, o colaborare între HYBE Corporation și Geffen Records. Au debutat în iunie 2024 cu single-ul „Debut”, urmat de single-ul lor de succes „Touch”. Au lansat primul lor EP, SIS (Soft Is Strong), mai târziu în acel an. În aprilie 2025, au lansat Gnarly, care în ciuda reacțiilor mixte primite la lansare, le-a adus grupului prima intrare în Billboard Hot 100. Cel de-al doilea EP al lor, BEAUTIFUL CHAOS, este programat să fie lansat în iunie 2025.